# Vörösfejű pirókpinty
A vörösfejű pirókpinty (Melopyrrha portoricensis)  a madarak osztályának verébalakúak (Passeriformes) rendjébe és a tangarafélék (Thraupidae) családjába tartozó nem.

## Rendszerezése
A fajt François Marie Daudin francia zoológus írta le 1800-ban, a Loxia  nembe Loxia portoricensis néven. Besorolása vitatott, sorolják a Loxigilla nembe Loxigilla portoricensis néven, de szerepel a Pyrrhulagra nemben Pyrrhulagra portoricensis néven is.

## Alfajai
- Melopyrrha portoricensis grandis Lawrence, 1881 - Saint Kitts és Nevis
- Melopyrrha portoricensis portoricensis (Daudin, 1800) - Puerto Rico [3]

## Előfordulása
Puerto Rico területén honos, Saint Kitts és Nevis területéről valószínűleg már kihalt. Természetes élőhelyei a szubtrópusi és trópusi síkvidéki és hegyi esőerdők, mangroveerdők és száraz erdők, valamint cserjések és másodlagos erdők. Állandó, nem vonuló faj.

## Megjelenés
Testhossza 16-19 centiméter, testtömege 24-45 gramm.

## Természetvédelmi helyzete
Az elterjedési területe kicsi, egyedszáma ugyan csökken, de még nem éri el a kritikus szintet. A Természetvédelmi Világszövetség Vörös listáján nem fenyegetett fajként szerepel.